# Battaglia di Changhsing
La battaglia di Changhsing (26 novembre 1895), popolarmente nota a Taiwan come battaglia del villaggio in fiamme, fu l'ultima battaglia campale dell'Invasione giapponese di Formosa del 1895. Fu combattuta nel villaggio di Changhsing (長興村T) dalla milizia hakka e da civili armati contro l'esercito imperiale giapponese. Il nome popolare della battaglia deriva dal fatto che l'intero villaggio fu incendiato raso al suolo dai giapponesi durante i loro tentativi di sottrarlo ai formosani.

## Contesto
Dopo la firma del trattato di Shimonoseki e l'istituzione della Repubblica di Formosa, Chiu Feng-yang, un leader hakka di Pingtung, invitò i suoi sostenitori a formare le cosiddette milizie hakka Liutui. Le milizie erano organizzate in sei unità, a seconda del villaggio in cui erano state reclutate, da cui il nome Liutui (六堆T, "sei mucchi"). Le milizie affrontarono per la prima volta i giapponesi nella battaglia di Chiatung, nella quale furono sconfitte a causa del loro scarso addestramento e armamento.
Quando la milizia si raggruppò più a sud, la Repubblica di Formosa era caduta in seguito alla fuga del capo del governo Liu Yongfu nella Cina continentale (20 ottobre 1985) e alla capitolazione di Tainan ai giapponesi (21 ottobre 1895). Non vedendo alcuna speranza di battere i giapponesi in una battaglia campale presso Tainan, Chiu ordinò una ritirata verso il villaggio di Changhsing, Pingtung, dove decise di fare un'ultima resistenza.
Le forze di Chiu combatterono da sole contro i giapponesi. Gli hakka delle pianure meridionali erano da tempo in lotta con i Pepohoani (gli aborigeni taiwanesi che originariamente possedevano le terre su cui si erano insediati gli immigrati cinesi), che si tennero lontani dalla lotta o addirittura favorirono attivamente i giapponesi.

## La battaglia
Poco dopo il loro arrivo, le milizie fortificarono il villaggio e vi portarono rifornimenti. Quando i giapponesi arrivarono, scoprirono che intorno a Changhsing erano stati costruiti un muro in pietra e altre solide postazioni difensive e che quasi tutta la popolazione del villaggio era armata, per lo più con armi primitive. I giapponesi tentarono di assaltare il villaggio, ma furono respinti più volte dai formosani.
I villaggi hakka di Formosa dell'epoca erano spesso dotati di elaborate fortificazioni, in parte a causa della perenne minaccia di incursioni da parte degli aborigeni. Un villaggio poteva essere circondato da fossati e da una palizzata di legno, e forse anche da un muro di legno con torri e feritoie, che sarebbe stato difficile assaltare senza l'ausilio dell'artiglieria.
Dopo ore di combattimenti accaniti ma con scarsi risultati, il comandante giapponese ricorse a un massiccio bombardamento per dar fuoco al villaggio. Le difese furono distrutte e seguirono feroci combattimenti corpo a corpo. Alla fine più della metà dei difensori, compreso il loro capo, furono uccisi o feriti e il villaggio fu raso al suolo dall'incendio. I giapponesi ebbero 15 morti e 57 feriti.

## Conseguenze
La battaglia pose ufficialmente fine a ogni resistenza formale all'invasione giapponese, ma sporadiche insurrezioni continuarono ancora per diversi anni, terminando solo quando il governatore generale giapponese adottò una politica più flessibile nei confronti della popolazione locale. D'altra parte, in segno di rispetto verso i difensori, il comandante giapponese rese personalmente omaggio ai morti formosani. Nel 1901, anche il governatore generale Kodama Gentaro rese omaggio alla casa Chung-Yi, o "Casa dei leali e dei giusti" (忠義亭T), e ordinò di tenere una commemorazione annuale..
Alcuni decenni dopo la battaglia, Yu Youren, l'allora presidente del Yuan di controllo della Repubblica di Cina, visitò il luogo della battaglia e scrisse una poesia che elogiava la resistenza formosana:
| Testo originale                             | Traslitterazione                                                                             | Traduzione |
| ------------------------------------------- | -------------------------------------------------------------------------------------------- | --- |
| 氣與河山壯 名爭日月光 煌煌民族史 照耀火燒庄 | chi-yu-he-shan-chuang min-cheng-ri-yue-kuang hui-huang-min-tsu-shih chao-yao-huo-shao-chuang | Imponente come i fiumi e le montagne Luminosa come il sole e la luna La storia gloriosa della nostra nazione Splende sul villaggio in fiamme |

Nel 1995 è stato dedicato un monumento ai formosani caduti della battaglia.